# Кошелево (Вачський район)
Кошелево (рос. Кошелёво) — село в Вачському районі Нижньогородської області Російської Федерації.
Населення становить 32 особи. Входить до складу муніципального утворення Филінська сільрада.

## Історія
Від 2009 року входить до складу муніципального утворення Филінська сільрада.

## Населення
| 1859 | 1897 | 1905 | 1926 | 1999 | 2002 | 2010 |
| ---- | ---- | ---- | ---- | ---- | ---- | ---- |
| 450  | ↗517 | ↗521 | ↗624 | ↘43  | ↘30  | ↗32  |